# Bugaj (powiat jędrzejowski)
Bugaj – wieś sołecka w Polsce położona w województwie świętokrzyskim, w powiecie jędrzejowskim, w gminie Sędziszów.
W latach 1975–1998 miejscowość należała administracyjnie do województwa kieleckiego.